# باشگاه اتومبیل‌رانی غرب
باشگاه اتومبیل‌رانی غرب (به انگلیسی: Automobile Club of the West)، که گاهی به اختصار ACO نامیده می‌شود، بزرگ‌ترین گروه خودروسازی در فرانسه است. این شرکت در سال ۱۹۰۶ توسط علاقه مندان به اتومبیل سازی و مسابقات اتومبیلرانی تأسیس شد و بیشتر به دلیل برگزاری مسابقه سالانه لمانز ۲۴ ساعته مشهور است. این باشگاه همچنین به نمایندگی از رانندگان فرانسوی در مورد مسائلی مانند ساخت و نگهداری جاده‌ها، در دسترس بودن آموزشگاه‌های رانندگی و کلاس‌های ایمنی جاده‌ها، و ادغام نوآوری‌های فنی در وسایل نقلیه جدید لابی می‌کند. این باشگاه زیر نظر فدراسیون اتومبیلرانی فرانسه فعالیت می‌کند.

## تاریخچه
تاریخچه این باشگاه با باشگاه اتومبیل د لا سارته، شرکت مادر این باشگاه، که در شهر لومان تأسیس شد، آغاز می‌شود. در سال ۱۹۰۶، اعضای این گروه شامل آمدی بولی و پل جمین، بودند. با کمک باشگاه بزرگ‌تر اتومبیلرانی فرانسه، مسابقه‌ای را در جاده‌های عمومی محلی، در مسیری مثلثی ۶۵ مایلی (حدود ۱۰۵ کیلومتر) که لومان را به سن کاله و لا فرته-برنارد متصل می‌کرد، ترتیب دادند. مسابقه ۱۲ دور و با عنوان جایزه بزرگ l'ACF (به انگلیسی: Grand Prix de l'ACF,)، طی دو روز برگزار شد. برنده این مسابقه فرانس سیز با خودرو رنو بود، این مسابقه، اولین جایزه بزرگ فرانسه بود که در نهایت تبدیل به جایزه بزرگ فرانسه کنونی شد.
پس از جنگ جهانی اول، باشگاه اتومبیلرانی غرب توجه خود را به طراحی یک پیست کوتاه‌تر در جاده‌های عمومی در جنوب شهر معطوف کرد. ژرژ دورانددبیر ارشد سازمان، به همراه سردبیر مجله، چارلز فاروکس از خودروسازی لا وی و تولیدکننده لاستیک، امیل کوکیل، ایده یک مسابقه ۲۴ ساعته را مطرح کردند. اولین لمان ۲۴ ساعته در ۲۶ مه ۱۹۲۳ برگزار شد. اولین خودرو ورودی توسط جان داف با یک بنتلی در این باشگاه ثبت نام شد.

### جنگ جهانی دوم و پس از آن
پیست لومان در سال ۱۹۴۰ توسط نیروی هوایی سلطنتی و سپس در پایان همان سال توسط آلمانی‌ها اشغال شد. لومان در اوت ۱۹۴۴ توسط ارتش آزادیخواهان فرانسه آزاد شد، اما تقریباً پنج سال زمان برد تا بار دیگر لمانز ۲۴ ساعته دوباره برگزار شود.
پس از جنگ، زمین‌های باشگاه اتومبیلرانی غرب و پیست به دلیل بمب‌های ریخته شده توسط متفقین و آلمان خا در آن مکان به‌طور کامل خراب شده بود، باشگاه اتومبیلرانی غرب با کمک وزیر دولت و معاون لا سارت، کریستین پینو که اولین میلیون را فراهم کرده بود، وظیفه بازسازی را به عهده گرفت و آغاز کرد. علاوه بر این، باشگاه اتومبیلرانی غرب یک وام را نیز برای بازسازی این پیست گرفت. در سال ۱۹۴۶، باشگاه رانندگان مسابقات اتومبیلرانی بریتانیا یک «صندوق لمانز» را به نفع باشگاه اتومبیلرانی غرب افتتاح کرد و در مجموع ۳۵۸ پوند و ۱۱ شیلینگ جمع‌آوری کرد تا به بازسازی امکانات در پیست لمانز کمک کند.
بازسازی این پیست در ۷ فوریه ۱۹۴۹ آغاز شد و اولین رویداد پس از جنگ جهانی دوم را در لمانز در ۲۵–۲۶ ژوئن همان سال برگزار شد. پینو که در کنار چارلز فارو ایستاده بود، پرچم شروع مسابقه را تکان داد. دو جایگاه تماشاگر جدید برای رانندگان مسابقه و مبارزان مقاومت رابرت بنویست و ژان پیر ویمیل نامگذاری شد.

### فاجعه لمانز ۱۹۵۵
در جریان رویداد ۲۴ ساعته لمانز در سال ۱۹۵۵، تصادفی رخ داد که در آن ۸۴ نفر کشته شدند که به عنوان بدترین تصادف در تاریخ ورزش موتوراسپورت شناخته می‌شود. این امر منجر به اقدامات زیادی توسط باشگاه اتومبیلرانی غرب برای تغییر ساختمان‌ها و رویه‌های مورد استفاده در پیست و همچنین طراحی مجدد پیت لین و ورودی جلویی در محل حادثه شد. همچنین منجر به تغییر قوانین برای نوع خودروهای مجاز در مسابقات ۲۴ ساعته لمان در سال‌های بعد و همچنین اعمال فرمول مصرف سوخت نیز شد.

## مدیران
- آدولف سینگر (۱۹۰۶–۱۹۱۰)[۱۷]
- گوستاو سینگر (۱۹۱۰–۱۹۴۷)[۱۷]
- پال جمین [fr] (۱۹۴۷–۱۹۵۱)[۱۷]
- ژان ماری للیور [fr] (1951–1973)[۱۷]
- ریموند گولومس (۱۹۷۳–۱۹۹۲)[۱۷]
- میشل کوسون (۱۹۹۲–۲۰۰۳)[۱۷]
- ژان کلود پلاسارت [fr][۱۷]
- پیر فیون [fr] (۲۰۱۲-هم‌اکنون)[۱۷]

## مسابقات
جایزه بزرگ فرانسه ۱۹۶۷ یک مسابقه فرمول یک بود که در پیست بوگاتی، لمانز، در ۲ ژوئیه ۱۹۶۷ برگزار شد.
این باشگاه به عنوان یک نهاد حاکم برای سری‌های مسابقه، به‌ویژه سری‌های خودروهای ورزشی، مسئول است. این باشگاه مسابقات یا سری مسابقات زیر را مدیریت، اجرا کرده یا از آنها حمایت کرده است:
- مسابقات ۲۴ ساعته لمانز
- مسابقات ۲۴ ساعته موتو لمانز
- لمانز کلاسیک
- جایزه بزرگ موتور سیکلت فرانسه
- مسابقات جهانی استقامتی
- سری مسابقات لمانز آسیایی
- سری مسابقات لمانز اروپایی
- لمانز کاپ